# Lucy Aharisz
Lucy Aharisz (ur. 18 września 1981 w Dimonie) – izraelska prezenterka telewizyjna narodowości arabskiej, pierwsza Arabka, która została gospodarzem programu informacyjnego w izraelskiej telewizji.

## Życiorys
Biegle włada językiem arabskim oraz hebrajskim, tymi językami posługiwano się w domu rodzinnym Aharish, jak i językiem angielskim.
W  wieku 6 lat w 1987 roku w trakcie jazdy samochodem z rodziną na terenie Gazy Palestyński bojownik zamachowiec rzucił koktajle Mołotowa w samochód Aharisz. Ona sama nie odniosła poważnych obrażeń. Kuzyn Aharisz został dotkliwie poparzony.
Uczęszczając do szkoły w Dimonie wielokrotnie była ofiarą aktów rasistowskich. Na ścianach wypisywano rasistowskie hasła na jej temat. Jej marzeniem było zostanie aktorką, jednak jej rodzice chcieli, aby skończyła studia i uzyskała gruntowne wykształcenie.
Ukończyła studia na Uniwersytecie Hebrajskim w Jerozolimie na kierunkach nauki społeczne i wiedza o teatrze. Kontynuowała studia na kierunku dziennikarstwo w Koteret School of Journlism w Tel Awiwie przez dwa lata. Przebywała na półrocznym stypendium medioznawstwa w Niemczech. 

### Kariera w telewizji
W 2007 roku została zatrudniona przez izraelski Channel 10 TV jako pierwsza arabska dziennikarka, gdzie regularnie relacjonowała wydarzenia na Zachodnim Brzegu Jordanu. Była prezenterką programu rozrywkowego Guy Pines, redaktorem wiadomości popołudniowych dla dzieci w Channel 1. Zagrała niewielkie role w izraelskich filmach fabularnych. W 2013 roku Lucy Aharisz zagrała rolę Palestynki w World War Z, z Bradem Pittem w głównej roli. Prowadziła wieczorne wydanie wiadomości w i24news w języku angielskim.
Pracowała w izraelskiej sieci telewizyjnej Reshet.
Dostąpiła zaszczytu zapalenia znicza podczas Święta Niepodległości Izraela 22 kwietnia, 2015 roku. Jej udział w tym wydarzeniu spotkał się z potępieniem i protestami ze strony społeczności żydowskiej oraz arabskiej.

## Życie prywatne
Jest najmłodszą z trzech córek Marufa i Salwy Ahariszów. Jej rodzice przeprowadzili się z Nazaretu do Dimony ze względów zarobkowych.